# (21425) Cordwell
(21425) Cordwell (1998 FR90) – planetoida z grupy pasa głównego asteroid okrążająca Słońce w ciągu 3,48 lat w średniej odległości 2,3 j.a. Odkryta 24 marca 1998 roku.